# Suzanne Bastid
Suzanne Basdevant o Suzanne Basdevant-Bastid (15 de agosto de 1906, Rennes - 2 de marzo de 1995) fue una profesora de Derecho francesa, especialista en Derecho internacional público.

## Biografía
Hija de Jules Basdevant, obtuvo el doctorado en derecho en 1930 y fue la primera mujer en obtener la agregación de Derecho público en 1932. Fue jefa de gabinete de su marido, Paul Bastid, Ministro de Comercio, en 1936, durante el primer gobierno de Léon Blum. En un primer momento exiliada junto con él al borde de Massilia, ella fue repatriada a la Francia metropolitana junto con él y participó en el primer órgano central de la Resistencia francesa.
Primera mujer en ocupar una cátedra en la Facultad de Derecho (Lyon en 1943, luego en París en 1946) fue después la profesora de Libération en el Instituto de Estudios Políticos de París durante veinte años. Miembro de la delegación francesa de la Organización de las Naciones Unidas desde la cuarta hasta la trigésima sesión, ella fue igualmente miembro, a partir de 1950, del Tribunal administrativo de las Naciones Unidas, el cual presidió desde 1953 hasta 1963.
Suzanne Bastid fue la primera vicepresidenta del Instituto de Derecho internacional y la primera mujer electa por la Académie des sciences morales et politiques, en 1971. Se convirtió en vicepresidenta y más tarde en presidenta de este último, respectivamente en 1981 y 1982.

## Honores
Fue comandante de la Legión de Honor.
Un premio Suzanne-Bastid se concede cada año por la Sociedad francesa para el Derecho internacional. Fue la tercera Presidenta electa de la Académie du Morvan.

## Algunas publicaciones
- La Condition juridique des fonctionnaires internationaux. Tesis doctoral. Univ. de Paris. Ed.  Recueil Sirey, 335 p. 1930

- Droit des gens: Le droit des crisis internationales. Paris 1958 (coautora)

- Les Nationalisations et la propriété privée. Paris 1959

- Histoire des relations internationales et droit international. Paris 1966

- Les traités dans la vie internationale: Conclusion et effets. Paris 1985